# Aleksander Konstanty Woronicz
Aleksander Konstanty (na Szumsku pod Żytomierzem) Woronicz herbu Pawęża (ur. ok. 1620) – cześnik czernihowski po Samuelu Woroniczu, cześnik kijowski (rezygnacja 12 lipca 1665), podkomorzy kijowski (1659-1666), łowczy smoleński (1677), deputat na Trybunał Koronny, rotmistrz wojska powiatowego ziemi przemyskiej w 1671 roku.
Syn Teodora Woronicza.
Poseł sejmiku włodzimierskiego województwa kijowskiego na sejm 1653 roku, sejm 1659 roku.
Był elektorem Michała Korybuta Wiśniowieckiego z województwa kijowskiego w 1669 roku, podpisał jego pacta conventa.
Miał swoją chorągiew pancerną. Uczestnik Bitwy pod Wiedniem w 1683 r.
Kupił od Chaleckich Rzyszczów i tam wzniósł dobrze umocniony zamek i klasztor. W 1658 r. był zastawcą zamku w zamku w Gardzienicach w woj. lubelskim.
Żonaty (1654) 1° voto z Katarzyną Slubicz Załęską i 2° voto z Rozalią Krasicką, kasztelanką przemyską.